# 미라벨라에클라노
미라벨라에클라노(이탈리아어: Mirabella Eclano)는 이탈리아 캄파니아주 아벨리노도의 코무네다.